# Серцева астма
А́стма серце́ва — напад (приступ) задишки у людей із захворюваннями серця внаслідок декомпенсації серцевої недостатності. Є клінічним симптомом.

## Етіологія
Не слід плутати серцеву астму з бронхіальною астмою, яка є самостійним захворюванням, а не симптомом. Астма серцева виникає у зв'язку з ослабленням діяльності лівого шлуночка серця, що призводить до застою крові в малому колі кровообігу (в легенях), іноді до набряку легень.
Серцеві клапани
Набряк легенів може виникнути через проблеми з клапанами серця. Якщо мітральний клапан звужується (мітральний стеноз), тоді зменшується кількість крові, що доходить до лівого шлуночка, що приводить до її накопичення в легеневих венах. Мітральний отвір відокремлює ліве передсердя та лівий шлуночок. Патологія розвивається, найчастіше, внаслідок ревматичної хвороби серця, при якій стулки клапана і хордові сухожилля деформуються та змінюються. Після того, як кров доходить до лівого шлуночка, вона поступає аортою в інші частини тіла. Якщо аортальний клапан так звужений (стеноз аортального клапана або гирла аорти), велика кількість крові залишається в шлуночку. Крім того, при стані, який називається аортальною регургітацією, кров, що доходить до аорти, тече назад у шлуночок через видозмінені стулки аортального або мітрального клапанів. Ці проблеми з клапанами можуть викликати гемодинамічні зміни, що призводить до набряку легенів.
Дисфункція серцевого м'яза
Набряк легенів може виникнути в результаті декількох захворювань серцевого м'яза. Найбільш поширеною причиною є ненормальна систолічна функція — проблеми з серцем під час фази викиду крові шлуночком. Захворювання, що викликають систолічну дисфункцію, включають:
- захворювання коронарних артерій;
- токсини, присутні в крові;
- міокардит.

Систолічна дисфункція викликає підвищення тиску у венозних судинах легенів, тому що обсяг крові, що витікає з серця, менший, ніж кількість, яка до нього поступає. Це викликає застій крові в легеневих судинах. Діастолічна дисфункція може також призвести до набряку легенів. Причини патології включають захворювання серцевого м'яза, недостатність кровотоку та підвищений артеріальний тиск.
Підвищений тиск у венозних венах
Безпосередньою причиною виникнення легеневого набряку є збільшення тиску в венозних судинах легенів, що означає збільшення об'єму крові, що протікає по венах від легень до серця. Зі зростанням тиску не вистачає часу для компенсаторного збільшення об'єму судинного русла; шар клітин, який в нормі пропускає тільки гази, дозволяти проходити рідкій частині крові (плазмі). Ця рідина накопичується в легеневій тканині, через що дихання стає обмеженим та важким.
Інші причини серцевої астми
Зустрічаються рідше, але варто відзначити наступні етіологічні чинники:
- звуження ниркової артерії, або стеноз ниркової артерії, яке може призвести до набряку легенів;
- доброякісна пухлина міжпередсердної перегородки, яка називається міксома передсердь;
- згусток крові всередині серця, відомий як внутрішньосерцевий тромб, також може провокувати легеневий набряк.

## Симптоми
Приступи астми серцевої настають після фізичного навантаження, хвилювань, але особливо часто раптово виникають вночі, коли звужуються вінцеві судини, що живлять серцевий м'яз кров'ю. При приступах астми серцевої, що тривають від кількох хвилин до кількох годин, крім задишки, звичайно спостерігається біль в ділянці серця, синюшність обличчя, холодний піт.
Основні симптоми:
- Задишка, яка не обов'язково супроводжується хрипами.
- Підвищення швидкості поверхневого дихання.
- Підвищений артеріальний тиск і частота серцебиття.
- Відчуття занепокоєння.

## Лікування
Лікування приступу серцевої астми невідкладне і полягає в застосуванні кисневої терапії, серцево-судинних засобів (строфантин, еуфілін, кардіазол) та діуретиків. Іноді вводять морфій.
Лікування зосереджене переважно на контролі нічного кашлю, набряків, навантаження і кількості залишкової крові в лівому шлуночку.
Лікування серцевої недостатності, яка часто присутня при серцевій астмі, передбачає використання діуретиків, що дозволяє звільнити легені від надлишкової рідини та ліків, а це допомагає серцевому м'язу перекачувати кров більш ефективно. Коли серцева недостатність добре контролюється, хрипи поступово припиняються. Деякі люди можуть одночасно мати астму та серцеву недостатність, і тому потребують лікування обох хвороб.
Пацієнти з серцевою астмою, як правило, чудово реагують на поєднання бронходилататорів, додаткового кисню та лікування серцевої недостатності.
Кортикостероїди призначаються тільки тоді, коли пацієнт з серцевою астмою добре не реагує на початкову терапію. Кортикостероїди зазвичай приймають довший час, щоб отримати потрібний результат. Якщо астма виникла через пошкодження серцевого клапана або отвір між камерами серця звужений, може виконуватися оперативне втручання.